# Herb Warmii
Herb Warmii – Warmia jako państwo dwuczłonowe (biskupie i kapitulne) posługiwała się w swoich domenach dwoma herbami: biskupstwa warmińskiego i kapituły warmińskiej. Podobnie jak w przypadku herbów Rzeczypospolitej Obojga Narodów oba herby Warmii uważano za równorzędne i tak występują na Mapie Świętej Warmii wykonanej w roku 1755.
Herbem Warmii biskupiej jest biały Baranek Boży w polu czerwonym, krwawiący do kielicha, ze złotym nimbem, z chorągiewką, którą podtrzymuje uniesioną przednią nogą.
Herb Warmii kapitulnej zawiera zaś czarny półkrzyż w białym polu oraz czerwoną fromborską bramę miejską z trzema wieżami w polu złotym.

## Historia
Wizerunek baranka został umieszczony już w XIV w. na pieczęci obrazkowej. Z końca XIV w. jest baranek, który umieszczony był w zworniku na sklepieniu kościoła św. Katarzyny w Braniewie (obecnie przechowywany w Zamku Biskupów Warmińskich w Lidzbarku Warmińskim). Baranek Boży znajduje się zarówno na herbie biskupstwa warmińskiego, jak i na sztandarze. Podczas bitwy pod Grunwaldem biskup warmiński występował po stronie Krzyżaków. Chorągiew warmińska wraz z innymi chorągwiami krzyżackimi (w liczbie 51) została zdobyta przez wojsko polsko-litewskie króla Władysława Jagiełły. Zdobyte chorągwie jako wota zawisły w katedrze wawelskiej. Jan Długosz w dziele pt. „Banderia Prutenorum” wiernie odtworzył i opisał chorągwie krzyżackie. W czasach nowszych baranka przedstawiano zwykle bez kielicha, niekiedy w postawie klęczącej, natomiast tarczę wieńczono atrybutami właściwymi tytułowi książąt.

## Symbolika
Najważniejszą symboliką herbu jest Baranek Boży (łac. Agnus Dei) w Nowym Testamencie oznaczającego Jezusa Chrystusa. Jezus Chrystus jest prawdziwym Barankiem Bożym, który gładzi grzech świata. W liturgii Baranek Boży oznacza Chrystusa. W Eucharystii jest to jedna z części stałych mszy św., modlitwa przy wzniesieniu hostii przed komunią świętą. W sztuce symbolizuje Chrystusa i jego ofiarę odkupienia; jedno z najbardziej znanych przedstawień Baranka Bożego – Ołtarz Baranka mistycznego Huberta i Jana van Eycków.
Herb biskupstwa warmińskiego wszedł na stałe do heraldyki terytorialnej. Spełniał też wszelkie reguły heraldyki kościelnej. W pełnej wersji składał się z następujących elementów składowych: tarczy, krzyża, kapelusza pontyfikalnego, mitry, pastorału oraz dwóch sznurów, z których każdy zakończony był sześcioma chwastami. Od czasu gdy Warmia stała się archidiecezją (1992), sznury mają po dziesięć chwastów. Krzyż archidiecezjalny ma dwa ramiona. Herb ten wyrażał zarazem kościelny charakter księstwa warmińskiego i przez to jego szczególną pozycję w ramach Prus Królewskich oraz wobec trzech województw pruskich. Herb biskupstwa widniał na pieczęciach administratora diecezji i wójta krajowego, pokrywał się też z herbem miejskim stolicy biskupstwa warmińskiego – Lidzbarka Warmińskiego.
Tarcza herbowa jest czerwona. Kolor ten przypomina biskupom warmińskim o wierności Kościołowi aż do przelewu krwi. Baranek i chorągiew są koloru srebrnego, nimb jest złoty. Na chorągwi widnieje równoramienny krzyż koloru czerwonego.

## Galeria

Herby Warmii:
Herb Księstwa Warmińskiego w herbarzu Kaspra Niesieckiego z 1728 roku
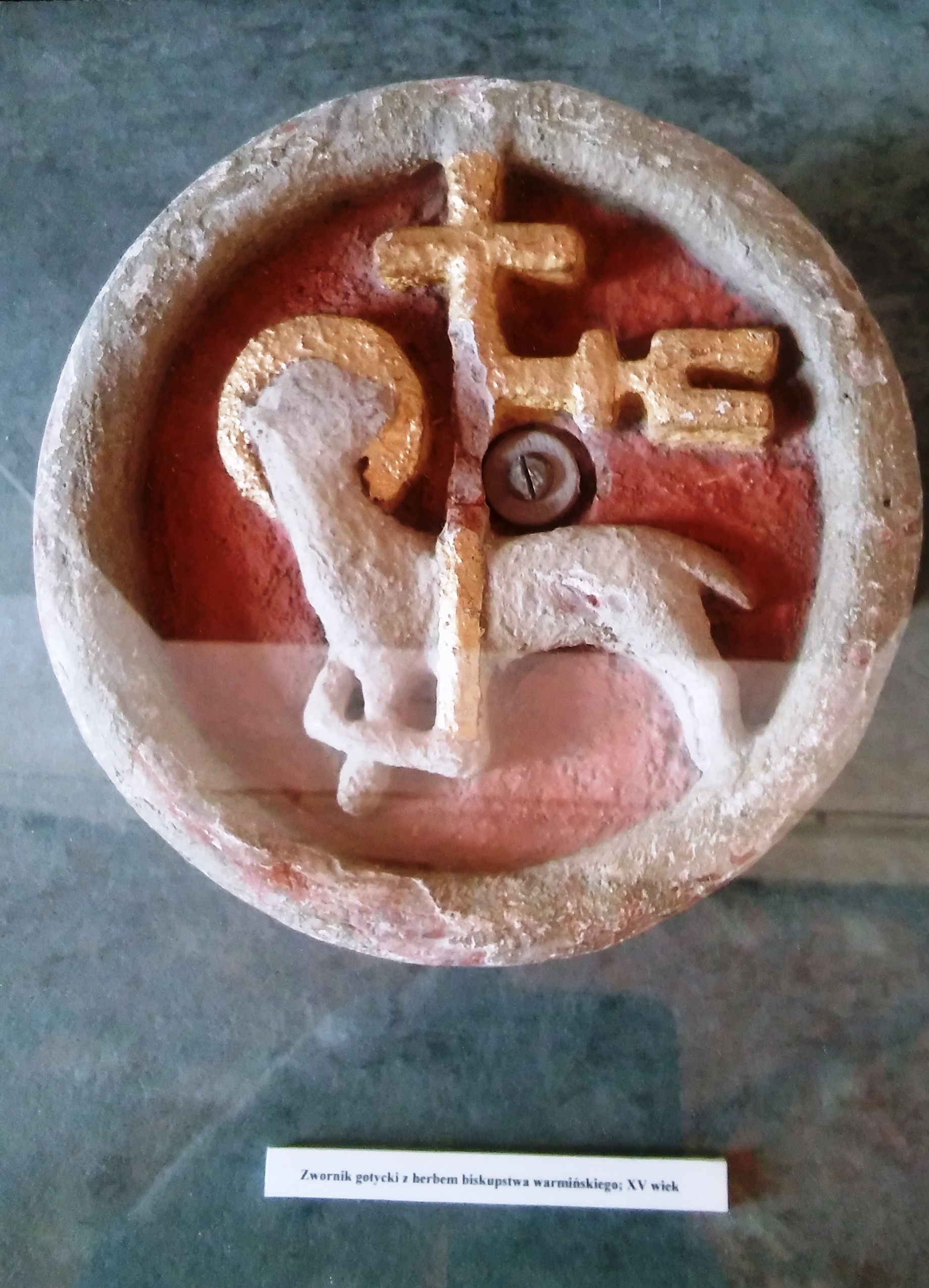
Ocalały zwornik z XV wieku z herbem biskupim z kościoła św. Katarzyny w Braniewie
Chorągiew biskupa warmińskiego z 1410 roku (według Banderia Prutenorum Jana Długosza)
Pieczęć mniejsza kapituły warmińskiej i jednocześnie pierwsza pieczęć Olsztyna z herbem kapitulnym
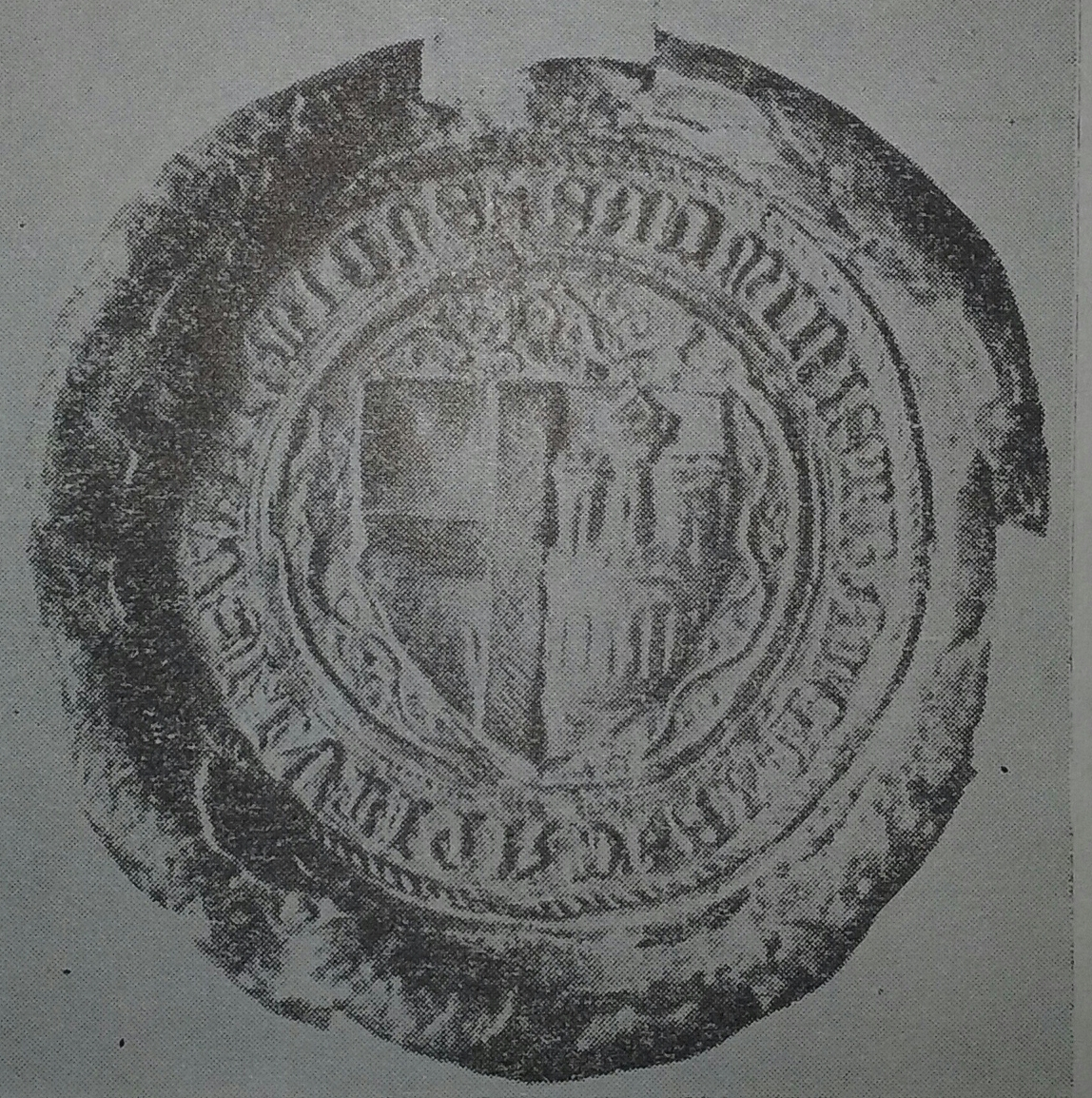
Pieczęć administratora dóbr kapituły warmińskiej (XV/XVI w) z herbem kapitulnym
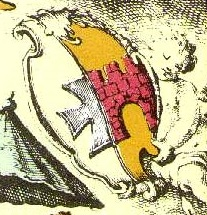
Herb kapituły warmińskiej na Mapie Świętej Warmii z 1755
Herb Lidzbarka Warmińskiego z herbem biskupim
Herb powiatu olsztyńskiego zawierający herby biskupstwa i kapituły
Herb powiatu lidzbarskiego, zawierający herb Lidzbarka Warmińskiego z herbem biskupim
Herb województwa warmińsko-mazurskiego z wkomponowanym herbem biskupów warmińskich